# Maia
För andra betydelser, se Maia (olika betydelser).

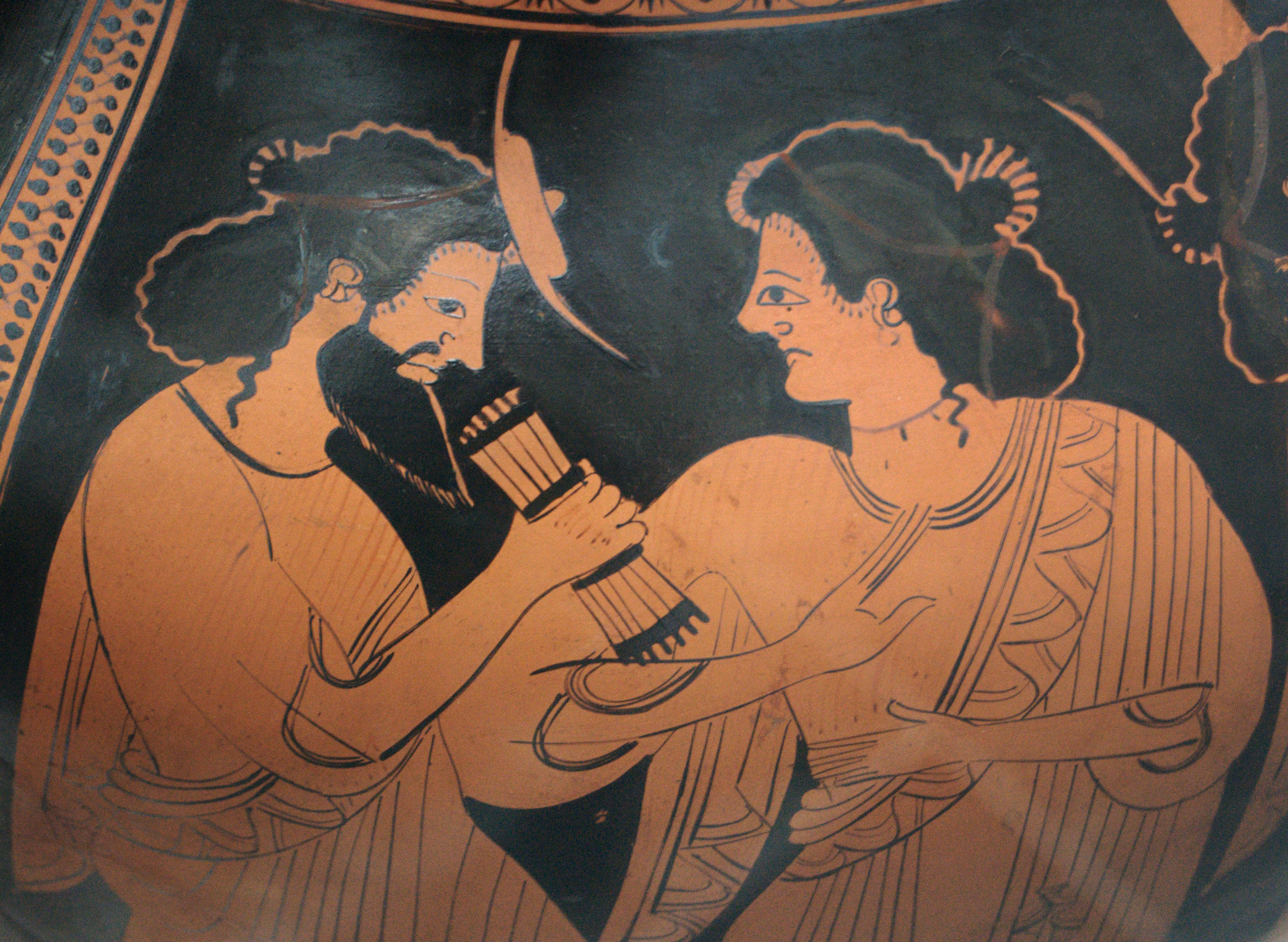
Hermes och Maia, detalj från en attisk rödfigurig amfora, cirka 500 f.Kr., Staatliche Antikensammlungen (Inv. 2304)

Maia var, i grekisk mytologi, en landgudinna som förfördes av Zeus och födde honom Hermes. Maia var den äldsta av Plejaderna, döttrar till Atlas och Pleione.
I romersk mytologi var hon växtlighet och tillväxt förkroppsligad. Det kan vara en homonym till grekiska mytologins Maia, ursprungligen oberoende från den grekiska gudomen, men som senare påverkades av de grekiska traditionerna,